# Bahá ad-Daula
Bahá ad-Daula (tudományos átiratban Bahāʾ ad-Dawla, arab betűkkel بهاء الدولة), eredeti nevén Abu Naszr Fírúz (tudományos átiratban Abū Naṣr Fīrūz, arab betűkkel أبو نصر فيروز; Siráz?, 970 k. – Arradzsán, 1012. december 22.) a dajlami származású Buvajhidák dinasztiájának tagja, főemír és Mezopotámia ura, később Kermán és Fársz fejedelme is volt. Utolsóként egyesítette a fentebbi területeket egy kézben, és elődeitől eltérően nem Bagdadban, hanem Fársz fővárosában, Sirázban rendezte be a fővárosát, amivel teljessé vált a dinasztia fokozatos hatalomvesztése a nomád dúlásoknak és polgárháborúknak kitett Mezopotámiában.

## Útja a trónig
Fírúz Adud ad-Daula, a Fárszot, Kermánt, Huzesztánt és egész Mezopotámiát egyesítő fejedelem fia volt. Édesanyjának származása nem ismeretes. Apjuk 983-as halálát követően fivérei polgárháborúba kezdtek: Saraf ad-Daula Fárszot és Kermánt, Szamszám ad-Daula Irakot uralta. A náluk jóval fiatalabb Abu Naszr Bagdadban maradt. 985 körül Szamszám ad-Daula leváltott vezírje, Abd al-Azíz ibn Júszuf megpróbálta Saraf ad-Daula helyetteseként trónra tenni Bagdadban at-Tái kalifa tudtával, de az összeesküvés kudarcot vallott. 987-ben végül Saraf ad-Daula bevonult Bagdadba, Szamszám ad-Daulát pedig a fárszi Szíráfban börtönözték be, ahol megvakították. Fivére váratlanul fiatalon halt meg 989. szeptember 6-án, ekkor előzetes megállapodásuk értelmében a tizenkilenc éves Fírúz foglalta el a főemíri pozíciót Bahá ad-Daula („a dinasztia ragyogása”) néven.

## Testvérharc
A keleti tartományok igazgatását a haldokló Saraf ad-Daula kiskorú fiára, Abu Alira kívánta bízni, azonban a dajlamiak dominálta sirázi kormányzat megtagadta a török kísérettel érkező, kiskorú fejedelem elfogadását, helyette a megvakított Szamszám ad-Daulát tették trónra. Nyomban háború tört ki, amely nagybátyjuk, a dzsibáli fejedelem, Fahr ad-Daula huzesztáni támadásával indult 990-ben, de a bagdadi sereg kivonulása és a súlyos tavaszi árvizek miatt a hegyvidékről érkezett csapatok visszavonultak hazájukba, és ettől kezdve jóformán minden kapcsolat megszakadt a dzsibáli Buvajhidák és a dinasztia bagdadi ága között.
A háborúban Szamszám ad-Daula volt előnyösebb helyzetben, hiszen Bahá ad-Daula Vászitban és Baszrában székelő kormányzata állandó pénzszűkében szenvedett, ő viszont Fárszban nagy és biztos jövedelmekkel rendelkezett. 990/991 folyamán Bahá ad-Daula mégis egészen Arradzsánig tört előre, amit azonban nem tudott megtartani. Ez megegyezésre késztette a feleket: Szamszám ad-Daula Fársz és Kermán ura maradhatott, Mezopotámia és a dúsan jövedelmező birtokairól ismert Huzesztán pedig megmaradt öccse kezén. 991-ben a főemír at-Tái kalifa letétele mellett döntött, akit azzal vádolt, hogy szerepe volt a távolléte alatt fellángoló zavargások szításában. Utódjául al-Kádirt nevezte ki, de a kalifaváltás csak tovább fokozta a vallási ellentéteket a fővárosban, ráadásul Fahr ad-Daula és Szamszám ad-Daula is megtagadta az új kalifa elismerését.
A békét a bagdadi fél törte meg, amikor 993/994-ben lerohanta Sirázt – ennek legalább annyira volt célja a kellemetlenné váló kamarás, Abu l-Alá Ubajdalláh ibn Fadl eltávolítása, mint a hódítás. A háború így kiújult: bár egy alkalommal mintegy fél évig iraki kézben volt Arradzsán, a harcok többnyire Huzesztánban zajlottak változó eredménnyel. A küzdelemnek erős etnikai színezetet adott, hogy míg Bahá ad-Daula katonái nagy többségében törökök voltak, Szamszám ad-Daula az Abu Ali ibn Usztádz-hurmuz vezette dajlamiakra hagyatkozott. Mindeközben Bagdadban egy befolyásos és gazdag alida, a tényleges funkciókat nem viselő Muhammad ibn Umar vezetésével sikerült fenntartani a rendet és nyugalmat.
Szamszám ad-Daula 994/995-ben a tenger felől bevette Baszra városát, de rövidesen elvesztette: Bahá ad-Daula a Batíha nevű dél-iraki mocsárvidék urát, Muhaddzib ad-Daulát bízta meg a város visszafoglalásával, cserébe elismerte ottani uralmát. Két évre rá egy Szamszám ad-Daula seregéből érkezett kalandor, Laskarisztán ibn Dzaki foglalta el a fontos kereskedelmi központot. Bár Szamszám ad-Daula jobb pozícióban volt, a 990-es évek második felére seregében elégedetlenség támadt, ráadásul belső ellensége is akadt. 998-ban kitört lázadásuk elől menekülnie kellett Sirázból, de kurd csapatai a város közelében ellene fordultak és meggyilkolták november/december folyamán. A hírre Ibn Usztádz-hurmuz tárgyalásokba kezdett Ahvázban, és miután megegyezés született a huzesztáni birtokok elosztásáról a dajlamiak és törökök között, serege átállt Bahá ad-Daulához. A bagdadi uralkodó így végleg elfoglalhatta Huzesztánt, nemrég kinevezett vezírje, Abu Ali ibn Iszmáíl al-Muvaffak pedig Sirázba ment, ahol újraosztotta a birtokokat a katonák között. 1000-ben ugyanezt ismételte meg Kermánban. Ezzel sikerült a katonasággal elfogadtatni Bahá ad-Daula uralmát, aki 999 végén végleg Sirázba tette át székhelyét.

## Egyeduralom
Miután Fárszot így biztosította, hosszú éveken át Kermánért kellett harcolnia: előbb a szisztáni szaffárida Táhir ibn Halaf rohanta le a tartományt, később pedig a harciasan szunnita Mahmúd gaznavida szultán csapatainak megjelenése jelentett gondot a keleti határon. Az udvar és a központi sereg távozását és Muhammad ibn Umar halálát követően 1000/1001-ben ismét fellángoltak a szunniták és síiták közti ellentétek Bagdadban. A helyzet kezelésére a vasmarokkal kormányzó Ibn Usztádz-hurmuzt nevezték ki, aki mintegy tíz éven át vezette a kalifai székvárost hadseregparancsnoki (amíd al-dzsujús) rangban. Brutális fellépésével sikerült is elfojtania az indulatokat. Utóda, Fahr al-Mulk sikeresen fenntartotta az elődje által megteremtett rendet – jellemző, hogy mind Ibn Usztdáz-hurmuz, mind Fahr al-Mulk idején csak a távollétükben robbant ki egy-egy összecsapás. A központi hatalom távolléte emellett nagyobb mozgásteret biztosított al-Kádir kalifa számára, akinek elődei 936-tól kezdve a főemírek kényének-kedvének voltak kitéve. Bahá ad-Daula Sirázba településével kezdődött az a folyamat, melynek eredményeképpen a kalifa ismét hatalmi tényezővé válhatott.

## Nomád térhódítás Mezopotámiában
Miközben Bagdadot nagy erőfeszítések árán sikerült megőrizni, Mezopotámia nagy része gyakorlatilag elveszett a Buvajhidák számára Bahá ad-Daula uralkodása alatt. Felső-Mezopotámia zöme, a Dijár Rabía bizonyos Kúfa és Anbár környéki területekkel együtt még a fejedelem iraki tartózkodásakor a beduin eredetű Ukajlidák kezére került, akiket Huszám ad-Daula, „a nomádok vezére” (zaím al-arab) vezetett, és a főemír elismerte jogosultságát több terület védelmére, azaz innen védelmi pénzt (himája) szedhetett. Mellettük a Hafádzsa-törzs (Kúfa környékén), a Dubajsz-törzs (a Tigristől keletre), az Aszad-törzs (Dzsámián, a mai Hilla közelében) is jelentős befolyásra és jövedelmekre tett szert, a bagdadi helytartók jobb híján kénytelenek voltak azzal megelégedni, hogy a rivalizáló törzseket és klánokat kijátsszák egymás ellen. a nomadizmus térhódítása tovább rontotta a polgárháborúkat egyébként is megszenvedő mezopotámiai mezőgazdaság teljesítményét.

## Utódlás
Bahá ad-Daulának számos fia született. Örököséül Abu Sudzsá nevű fiát jelölte ki, aki a Szultán ad-Daula („a dinasztia hatalma”) nevet felvéve lett uralkodó. Székhelyét Fárszban rendezte be, eközben Irak és Kermán élére egy-egy fivérét nevezte ki helytartónak: Bagdadban Abu Táhir Dzsalál ad-Daula, keleten pedig Abu l-Favárisz Kivám ad-Daula vette át az irányítást. Később a hadsereg kikényszerítette, hogy legkisebb öccsét, Abu Alit Musarrif ad-Daula néven Irak királyává nevezze ki, ami egy addig nem létező titulus volt.